# Águas Formosas (ort)
Águas Formosas är en ort i Brasilien.   Den ligger i kommunen Águas Formosas och delstaten Minas Gerais, i den sydöstra delen av landet, 800 km öster om huvudstaden Brasília. Águas Formosas ligger 260 meter över havet och antalet invånare är 11 511.
Terrängen runt Águas Formosas är kuperad västerut, men österut är den platt. Águas Formosas ligger nere i en dal. Runt Águas Formosas är det mycket glesbefolkat, med 5 invånare per kvadratkilometer.. Det finns inga andra samhällen i närheten.
Omgivningarna runt Águas Formosas är huvudsakligen savann.